# マウロ・イウラート
マウロ・イウラート（イタリア語: Mauro Iurato、1977年1月22日 - ）は、イタリア、トリノ出身のヴァイオリニスト。ジュゼッペ・ヴェルディ音楽院卒業。ウィーン国立音楽大学で研修を積む。元徳島文理大学音楽学部客員准教授。現在、ザルツブルク・モーツァルテウム大学夏期国際アカデミー教授、相愛大学音楽学部、兵庫県立西宮高等学校各講師。西宮音楽協会会員。またハルモニアKOBE(株)設立、ハルモニアKOBEミュージックスクール代表。

## 経歴
イタリア、トリノで生まれる。これまでにヴァイオリンをマッシモ・マリン、フランコ・グッリ、コラード・ロマーノ、サルバトーレ・アッカルド、ミヒャエル・フリッシェンシュラーガーの各氏に師事。
4歳よりピアノをはじめ、9歳よりエレナ・グイッツァルディ教授のもとヴァイオリンを習い始める。学生時代はヴァイオリンの最優秀生徒として数々の賞を受賞し、一般の学問でも秀でた成績を得る。
1992年、ジュゼッペ・ヴェルディ音楽院に入学しマッシモ・マリン教授に師事。1997年に同音楽院を通常より一年早く最優秀成績で卒業。同年に「DE SONO」音楽協会より奨学金を得てフランコ・グッリ、コラード・ロマーノ、サルバトーレ・アッカルドなど著名なヴァイオリニストのもとで学ぶ。
1998年、ウィーン国立音楽大学に入学し、2003年3月までミヒャエル・フリッシェンシュラーガーのもとで更に技術を磨き、数々のイタリア国内、国際コンクールで優勝を果たす。ヨーロッパ各地、カナダ、アメリカなど、幅広く公演を行う。またソリストとして、ザグレブソロイスツや国立モルドヴァ管弦楽団、韓国室内管弦楽団などのオーケストラと共演する。また、イタリア人ピアニストのジュゼッペ・マリオッティとデュオ活動を始める。1999年にはアンサンブル・サリエリ・ウィーンの首席ヴァイオリン奏者に就任し、「フォネ」 レーベルより２枚のオラトリオが収録される。
2002年にウィーン国立大学とトリノの「ラ·ヌオヴァ·アルカ」音楽協会の協力プロジェクトとして、WTV (ヴィーン·トゥリン·ヴィルトゥオージ)国際室内楽団を結成する。イタリアの「チェルボ国際室内楽祭」、カナダの「オーフォード・フェスティバル」、ウィーンの「ノイエス·クンストラーフォルム」などの音楽祭に参加、好評を得る。
ウィーン国立音楽大学の成績優秀生として選ばれ、日本国内コンサートツアーに参加。この来日がきっかけとなり、同プロジェクトの一環として2003年4月より徳島文理大学音楽学部のヴァイオリン科、客員准教授として着任、日本を拠点とした活動が始まる。ジュゼッペ・マリオッティ氏とのデュオでの活動は1998年より始めるが、来日後UniDuo(ウニドゥオ)を結成し、日本国内、イタリア、オーストリアなどの演奏会にて成功を収める。２枚のアルバムを制作。
2007年より2015年までアンサンブル神戸のコンサートマスター、2007年1月より大阪フィルハーモニー交響楽団にコンサートマスターとしてゲスト出演を重ね、数多くのコンサートに出演、テレビ、ラジオにも放映される、その他、日本の有名オーケストラ、東京交響楽団、オーケストラ・アンサンブル金沢、兵庫芸術文化センター管弦楽団などにもコンサートマスターとしてゲスト出演を重ねる。
2007年から2009年まで大阪国際音楽振興会理事を務めた。
2015年、TEDxYouth@Kobeに出演、「How classical music reaches your mind」の演題で講演する。同年ポップデュオゆずの「OLA!!」に共演、ヴァイオリン演奏とプロモーションビデオやテレビに出演し、音楽活動の場を広げた。
定期的にマスタークラスを教えるが、ザルツブルク・モーツァルテウム大学の大学国際サマーアカデミーは2004年よりアシスタント、2015年より現在まで教授としてコースを持つ。2016年モントリール・マギル大学音楽部にてマスターコースと演奏会、2015年よりイタリア文化会館ー大阪主催 “ラボラトーリオ・ムジカーレ” ヴァイオリンとピアノのマスタークラスをプロデュース。
相愛大学音楽学部、兵庫県立西宮高等学校音楽科各講師。
2010年よりハルモニアKOBE音楽教室を設立。2016年にハルモニアKOBE株式会社を設立する。世界的レベルでの音楽教育を提供できるスクールをモットーに、真摯にヴァイオリン教育を望む生徒たちに日々レッスンを行なってい、毎日コンクール、E.カミラロフコンクール、F.クライスラーコンクール、J.ブラームスコンクール等の国内外のコンクールにて多くの上位入賞者を輩出している。
2019年には兵庫県と神戸市における芸術および教育活動を通じた日本社会への貢献により、公益財団法人神戸文化支援基金による第8回Kobe Art Award優秀賞を受賞。
2020年、新型コロナウイルス感染症の発生が拡大する中、神戸市主催「STAY HOME #うちで過ごそう～KOBEの未来のために～」、兵庫県芸術文化協会主催「がんばろうひょうご！つながろうアート！」にオンライン出演し、外出自粛期間中の意識啓発活動に貢献。

## 楽器
1690年ジョッフレード・カッパ作の「コッラ・デッラ・キエーザ」と、G・ルッキ特別製作の弓を使用。

## ディスコグラフィー
CD
| Un Album Italiano  | 2011年05月15日 | ワコーレコード | UniDuo 名義 |
| Un Album Romantica | 2012年         | ワコーレコード | UniDuo 名義 |
| Espressivo         | 2018年011月3日 | ワコーレコード |             |

DVD
| 日伊国交150周年記念コンサート イタリアの風 | 2012年 |